# サドルシューズの砂
『サドルシューズの砂』（-すな）は鶴久政治5枚目のシングル。MASAHARU名義。1990年5月21日にポニーキャニオンよりリリース。

## 収録曲
1. サドルシューズの砂
（作詞：川村真澄　作曲：鶴久政治　編曲：西平彰）
2. キスして逃げろ
（作詞：川村真澄　作曲：鶴久政治　編曲：西平彰）